# 广西耳蕨
广西耳蕨（学名：Polystichum guangxiense），为鳞毛蕨科耳蕨属下的一个植物种。